# Scottish League Challenge Cup 1994/95
Der Scottish League Challenge Cup wurde 1994/95 zum 5. Mal ausgespielt. Der schottische Fußballwettbewerb, der offiziell als B&Q Challenge Cup ausgetragen wurde, begann am 16. September 1994 und endete mit dem Finale am 6. November 1994 im McDiarmid Park von Perth. Der Titelverteidiger, FC Falkirk konnte seinen Erfolg aus dem letztjährigen Finale gegen den FC St. Mirren aufgrund des Aufstiegs in die Premier Division nicht wiederholen. Am Wettbewerb nahmen die Vereine der Scottish Football League teil. Im diesjährigen Finale konnte der Airdrieonians FC den Challenge Cup gegen den FC Dundee gewinnen.

## 1. Runde
Ausgetragen wurden die Begegnungen zwischen dem 16. und 18. September 1994.
|                       | Ergebnis        |                      |
| --------------------- | --------------- | -------------------- |
| FC Queen’s Park       | 0:5             | FC Clydebank         |
| Airdrieonians FC      | 3:1             | Berwick Rangers      |
| Brechin City          | 0:2             | Dunfermline Athletic |
| FC Cowdenbeath        | 2:1             | FC Clyde             |
| FC Dumbarton          | 2:4             | FC St. Johnstone     |
| FC Dundee             | 5:0             | FC Arbroath          |
| FC East Fife          | 2:1             | Ross County          |
| Forfar Athletic       | 0:1             | Alloa Athletic       |
| Hamilton Academical   | 2:0             | FC Stenhousemuir     |
| FC Livingston         | 1:2 n. V.       | FC Montrose          |
| Queen of the South    | 0:2             | Raith Rovers         |
| Stirling Albion       | 4:0             | Albion Rovers        |
| FC Stranraer          | 1:1 (?:? i. E.) | FC St. Mirren        |
| FC East Stirlingshire | 1:1 (?:? i. E.) | Ayr United           |

## 2. Runde
Ausgetragen wurden die Begegnungen am 27. und 28. September 1994.
|                      | Ergebnis        |                     |
| -------------------- | --------------- | ------------------- |
| Airdrieonians FC     | 1:1 (?:? i. E.) | Raith Rovers        |
| Alloa Athletic       | 1:3             | FC Clydebank        |
| Ayr United           | 4:2             | FC Stranraer        |
| Dunfermline Athletic | 4:2             | Hamilton Academical |
| FC East Fife         | 0:3             | FC Cowdenbeath      |
| FC Montrose          | 3:0             | Stirling Albion     |
| Greenock Morton      | 4:3 n. V.       | FC St. Johnstone    |
| Inverness CT         | 1:1 (?:? i. E.) | FC Dundee           |

## Viertelfinale
Ausgetragen wurden die Begegnungen am 4. und 5. Oktober 1994.
|                  | Ergebnis  |                      |
| ---------------- | --------- | -------------------- |
| Airdrieonians FC | 2:0       | Ayr United           |
| FC Cowdenbeath   | 1:3       | Dunfermline Athletic |
| FC Dundee        | 2:1       | Greenock Morton      |
| FC Montrose      | 1:2 n. V. | FC Clydebank         |

## Halbfinale
Ausgetragen wurden die Begegnungen am 18. Oktober 1994.
|                      | Ergebnis |              |
| -------------------- | -------- | ------------ |
| Airdrieonians FC     | 3:0      | FC Clydebank |
| Dunfermline Athletic | 1:2      | FC Dundee    |

## Finale
| FC Dundee                                                        | FC Dundee | Airdrieonians FC | Airdrieonians FC |
| ---------------------------------------------------------------- | --- | --- | ---------------- |
| FC Dundee                                                        | \| Finale \| \| 6. November 1994 um 14:30 Uhr Ortszeit in Perth (McDiarmid Park) \| \| Ergebnis: 2:3 n. V. \| \| Zuschauer: 8.844 \| \| Schiedsrichter: H.F. Williamson \| \| Spielbericht \|        | \| Finale \| \| 6. November 1994 um 14:30 Uhr Ortszeit in Perth (McDiarmid Park) \| \| Ergebnis: 2:3 n. V. \| \| Zuschauer: 8.844 \| \| Schiedsrichter: H.F. Williamson \| \| Spielbericht \|                        | Airdrieonians FC |
| FC Dundee                                                        | Michel Pageaud – John McQuillan, Kevin Bain, Jim Duffy, Ray Farningham – Morten Wieghorst, George Shaw, Dušan Vrťo, Neil McCann – Paul Tosh (??. Jim Hamilton), Gerry Britton Cheftrainer: Jim Duffy | John Martin – Sandy Stewart (??. Andy Smith), Paul Jack, Jimmy Sandison, Graham Hay – Kenny Black, Jimmy Boyle, John Davies, Paul Harvey, Alan Lawrence, (??. Tony Smith) – Steve Cooper Cheftrainer: Alex MacDonald | Airdrieonians FC |
| FC Dundee                                                        | Gerry Britton (??.) Graham Hay (??., Eigentor) | Paul Harvey (??.) Jimmy Boyle (??.) Andy Smith (??.) | Airdrieonians FC |
| Finale                                                           | | |                  |
| 6. November 1994 um 14:30 Uhr Ortszeit in Perth (McDiarmid Park) | | |                  |
| Ergebnis: 2:3 n. V.                                              | | |                  |
| Zuschauer: 8.844                                                 | | |                  |
| Schiedsrichter: H.F. Williamson                                  | | |                  |
| Spielbericht                                                     | | |                  |